# Валковиц, Абрам
Абрам Валковиц, или Авраам Валковитц (англ. Abraham Walkowitz; 28 марта 1878, Тюмень, Тобольская губерния, Российская империя, ныне Тюменская область, Россия — 27 января 1965, Нью-Йорк, США) — американский художник-модернист.

## Биография
Родился в еврейской семье. В 1889 году, после смерти отца, мать перевезла его, ещё ребёнка, в США вместе с двумя младшими сёстрами. С 1898 года учился в Национальной академии дизайна в Нью-Йорке. В 1906–1907 годах жил в Париже, где на скопленные деньги смог посещать Академию Жюлиана, в которой занимался под руководством Жана-Поля Лорана. В Париже, в мастерской Огюста Родена встретил Айседору Дункан, ставшую на многие годы его любимой моделью.
Вернувшись в Нью-Йорк, устроил выставку своих работ, но критики их отвергли. Пока в 1913 году ему не представилась возможность выставить 10 работ в здании Арсенала («Арсенальная выставка»). После этой выставки становится популярным, а его работы начали приобретать ведущие американские музеи.
Много путешествовал (Греция, Италия, Австрия и др.). Создавал пейзажи, портреты, фигуры, жанровые композиции; работал в техниках акварели и офорта. Прошёл через увлечение кубизмом, фовизмом и абстракционизмом.
В 1911–1917 годах входил в круг художников-модернистов, группировавшихся вокруг Алфреда Стиглица, известных как «Квартет Стиглица», куда кроме самого Валковица, входили также Артур Доув, Марсден Хартли и Джон Марин).
В конце 1940-х годов потерял зрение. Последние годы жизни провёл в бруклинской квартире в обществе племянницы.
Творчество представлено в крупнейших музейных собраниях, среди них — Бруклинский музей в Нью-Йорке, Бостонский музей изящных искусств, Смитсоновский музей американского искусства в Вашингтоне и другие.

## Награды
В 1962 году был удостоен премии Американской Академии искусств и литературы.